# Stansted Express
De Stansted Express is een rechtstreekse treinverbinding tussen London Liverpool Street en London Stansted Airport. Het is een submerk van Greater Anglia, franchisenemer van een treinnetwerk in East of England. De treinrit duurt tussen 47 en 56 minuten van de luchthaven naar London Liverpool Street, met treinen die elke 15 minuten vertrekken.
In tegenstelling tot de Heathrow Express en de Gatwick Express (maar net als andere diensten tussen Londen en Heathrow of Gatwick) stoppen de treinen ook op een aantal tussenstations tussen Londen en de luchthaven. Dit zijn Tottenham Hale (waar een overstap mogelijk is op de London Underground Victoria Line), Harlow Town en Bishop's Stortford. Ook in tegenstelling tot de Heathrow Express en de Gatwick Express, waarvoor premiumkaartjes moeten worden gekocht om gebruik te maken van de diensten, zijn normale treinkaartjes geldig op de Stansted Express.

## Geschiedenis
In 1986 verlengde British Rail (BR) de elektrificatie van de West Anglia Main Line van Bishop's Stortford naar Cambridge. Inbegrepen in dit plan was de aanleg van een nieuwe aftaklijn vanuit Stansted Mountfitchet om Stansted Airport te bedienen. De lijn en het treinstation op de luchthaven openden in 1991, het jaar dat Stansted net een enorme uitbreiding had voltooid en voor de eerste keer zou worden gebruikt voor geregelde luchtvaartpassagiersdiensten. 
Bij de privatisering van British Rail in 1996 maakte de Stansted Express deel uit van het Great Northern netwerk West Anglia Great Northern totdat de aanbesteding in 2004 werd gereorganiseerd, waarna het deel ging uitmaken van het Greater Anglia netwerk dat geëxploiteerd werd door National Express East Anglia tot februari 2012, toen de franchise werd overgenomen door Abellio Greater Anglia.